# ウィリアム・ギルバート (物理学者)
ウィリアム・ギルバート（William GilbertまたはWilliam Gylberde、1544年5月24日 - 1603年12月10日）は、16世紀のイギリスの医師、物理学者、自然哲学者である。コペルニクスの地動説を早くから支持し、当時支配的だったアリストテレス哲学とそれに基づく学校教育を積極的に拒絶した。医師としての仕事のかたわら静電気、磁石の研究をおこなった。今日、主に著書De Magnete（1600）で知られており、電気（electricity）という言葉を作った1人とされている。また、「versorium」と名付けた回転する針のような検電器を発明しており、電気計測機器の祖とされている。
ギルバートの研究は、実験を用いた近代的な科学の先駆けとして、多くの科学者に多大な影響を及ぼし、電気工学や電気と磁気の父とされることもある。
なお、姓はギルバード（Gilberd）とされることもある。コルチェスターにある墓碑銘にはこちらの綴りで刻まれており、De Magnete の中の回想録的部分でもこの綴りが使われているし、コルチェスターには彼の名を冠した「Gilberd School」という学校もある。CGS単位系における、磁位・起磁力の単位ギルバート（Gb）はギルバートの名にちなんでいる。

## 生涯
1544年、エセックスのコルチェスターにうまれた。ケンブリッジ大学セント・ジョンズ・カレッジで学び、1569年、医学博士となる。その後、ロンドンにて医者として開業し、ヨーロッパ大陸にも行った。1573年、College of Physician（ロンドンの医療研究機関。この当時はまだ「Royal」と付いていなかった）のフェローに選ばれた。1600年、College of Physicianの会長に就任。1601年から1603年までエリザベス1世の侍医を務め、続けてジェームズ1世の侍医も務めた。侍医としての業績により、ナイトに叙せられた。
医師としての仕事のかたわら、約20年にわたって磁石の研究を行った。それにはRobert Normanの影響があった。地球は巨大な磁石であり、それが方位磁針が北をさす原因であること（それまでは、北極星または北極にある巨大な磁性を帯びた島が方位磁針を引き付けると考えられていた）、鉄が磁石によって磁化されること、磁化された鉄を赤熱すると磁力が失われること、などを実験によって示した。ギルバートはこれらの研究に5000ポンドもの私財を投じたとされる。1600年には、これらの成果を集大成した著書De Magnete, Magneticisque Corporibus, et de Magno Magnete Tellure（磁石及び磁性体ならびに大磁石としての地球の生理）が出版された。この著書の中で彼は地球の中心が鉄でできていることを正しく指摘し、磁石を切断してもそれぞれの断片がN極とS極のある磁石になることなどを記述している。
英語のelectricity（電気）という言葉を最初に使ったのはトーマス・ブラウンで1646年のことだが、これはギルバートが1600年に使ったラテン語の新語electricusが元になっている。なお、electricusという言葉は13世紀ごろから使われていたが、ギルバートは初めてこの言葉を「琥珀のようにものを引き付ける特性（つまり静電気）」という意味で使った。ギルバートは摩擦によってeffluvium（目に見えない放出物）が取り除かれることでその物体がものを引き付けるようになると考えており、電荷という考え方には至っていない。
琥珀を帯電させて静電気の研究も行ったことが著書に記されている。琥珀を意味するギリシャ語はelektronであるため、静電気の力をelectric forceと呼んだ。ギルバートはversoriumと名付けた回転する針のような検電器を発明しており、世界初の電気計測機器とされている。
同時代の人々と同様、ギルバートは水晶が水の最も硬くなった形態だと考えており、氷が圧縮されることで作られていると考えていた。
ギルバートは電気と磁気は異なるものだと主張した。その証拠としてギルバートは、静電気を帯びたものを熱すると静電気は消えるが、磁石を熱しても磁気は消えないとした。ただし、実際には磁力は熱すると弱まる。電気と磁気が1つの力の別の側面だということを明らかにしたのはハンス・クリスティアン・エルステッドとジェームズ・クラーク・マクスウェルである。しかし、ギルバートが電気と磁気を明確に区別したことで、その後250年間の科学の進歩に寄与したとも言える。
ギルバートは、惑星の公転や自転は磁気的な引力に起因するものと考えたが、これはヨハネス・ケプラーなど多くの当時の科学者も同様である。空の星が全て磁気の力で回っていると考えるのは無理があるとして、ギルバートはガリレオの20年前に地球が自転していると主張している（外部リンクなど参照）。ギルバートは1590年代に世界初の月面地図を作ろうとした。望遠鏡は使わず、目で観察した月の表面の明暗を図に残している。当時の一般的な考え方とは異なり、ギルバートは月面の明るい部分が水で、暗い部分が地面だと考えていた。
1603年11月30日、ロンドンで死去。死因は腺ペストと言われている。